# Alchemilla bornmuelleri
Alchemilla bornmuelleri é uma espécie de rosácea do gênero Alchemilla, pertencente à família Rosaceae.